# DPG工法

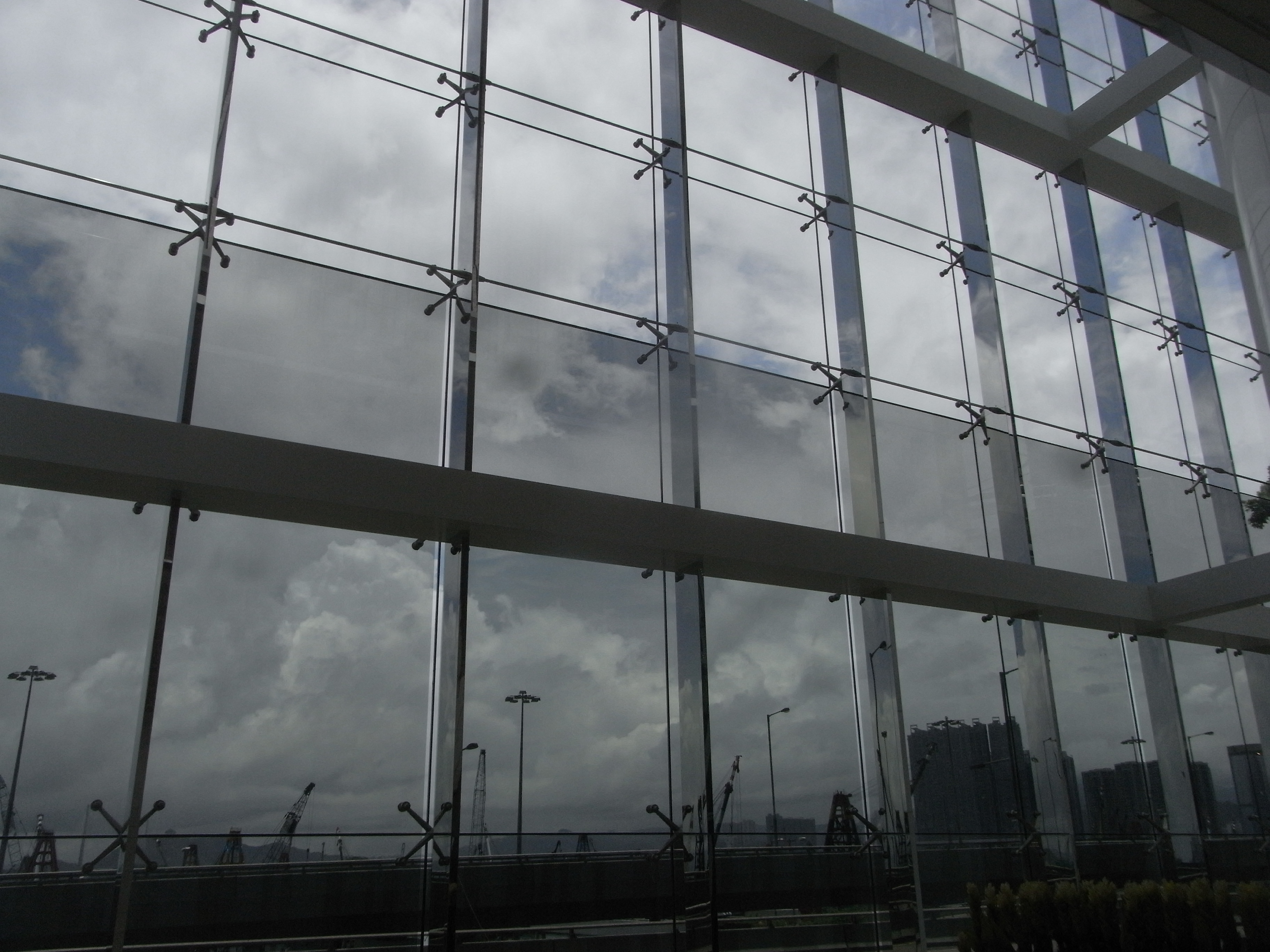
四隅の×字状の金具で、ガラスどうしをつないでいる。（香港の天璽）

DPG工法（ディーピージーこうほう、英: Dot Point Glazing）は、ガラス建築の施工方法の一種。サッシを設けず、孔を開けたガラス同士を点支持で連結する工法で、1980年代中頃よりアトリウムなどで採用されている。最初にこの工法が採用された博物館の所在地から、日本以外では「ラ・ヴィレットシステム」とも呼ばれる。

## 歴史

シテ科学産業博物館のアトリウム

1980年代のパリ改造計画「グラン・プロジェ (fr:Grands projets) 」の一環として、ラ・ヴィレット公園内のシテ科学産業博物館のコンペティションが行われ、エイドリアン・ファンシルベール (fr:Adrien Fainsilber) の案が採用された。ガラスのアトリウム部分にサッシを設けず、出来る限り透明なつくりにしたいと考えたファンシルベールは、アイルランドの構造家ピーター・ライスに協力を依頼した。これまでにも、ガラスの隅をプレートで留めてつなぎあわせる方法があったが、風圧に弱い欠点があった。これを克服すべく、強化ガラスの四隅に開けた皿孔に、ロチュールと呼ばれる特殊ヒンジボルトにより支持する方法が考案された。
日本では、1993年に竣工した日本長期信用銀行本店ビル（のちの新生銀行本店ビル、2013年に解体）のアトリウムが本工法を本格的に採用した最初期の建築物である。

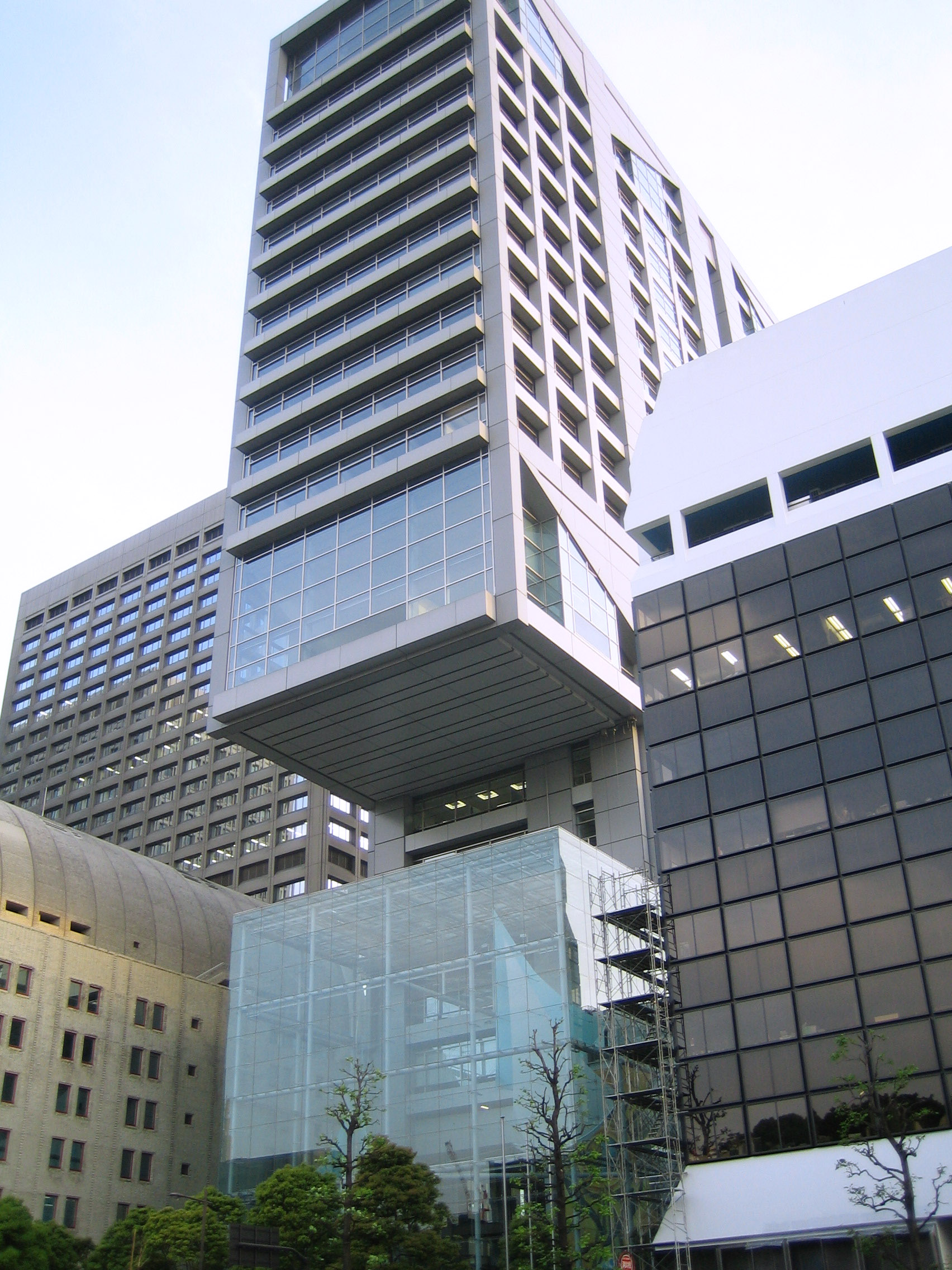
日本におけるDPG工法のさきがけ、旧長銀ビル。低層部のアトリウムにDPG工法が採用された。

## 特徴
ロチュールで連結した複数のガラスを、カーテンウォールのように梁からぶら下げる構造で、ロチュールは自在に動くため、風圧に強くカーテンウォールと同等の耐震性がある。ガラスに穴をあける工程があるため、高価になりがちである。支持構造体には、スチールやステンレスのトラス、ロッド、ケーブル等のほかガラスの補強材も用いられる。

## 派生工法
- 挟み込み型

ガラス板の角を、表裏両面から部品で挟み込む工法。DPGと異なりガラスへの穴開け加工が不要のため、強化ガラス以外のガラスも使用可能となる。メーカーにより、MPG（Metal Point Glazing）、
EPG（Edge Point Glazing）、MJG（Minimum Joint Glazing）の名称がある。
- 部分支持型

ガラスの縁を金属製部品で部分的に線状に支持する工法。PFG（Piece Frame GlazingまたはPoint Frame Glazing）と呼ばれる。比較的大型のガラスにも対応可能で、挟み込み型同様、穴開け加工は不要である。